# 吉爾克里斯特鎮區 (明尼蘇達州波普縣)
吉爾克里斯特鎮區（英語：Gilchrist Township）是位於美國明尼蘇達州波普縣的一個行政鎮區。

## 地方資料
吉爾克里斯特鎮區的面積為92.01平方千米，當中陸地面積為83.04平方千米，而水域面積為8.97平方千米。根據2020年美國人口普查的數據，當地共有人口213人，而人口密度為每平方千米2.31人。